# 폭스바겐 제타
폭스바겐 제타(Volkswagen Jetta)는 독일의 자동차 메이커인 폭스바겐의 C 세그먼트에 속하는 전륜구동 세단이다. 골프를 베이스로 하며, 동급 경쟁 차량으로는 혼다 시빅, 토요타 코롤라 등이 있다. 골프, 파사트, 시로코 등과 같이 차명은 바람의 통칭에 유래하고 있으며, 차명인 제타는 제트 기류에서 따 왔다. 3세대와 4세대는 유럽이나 아시아 등 국가에 따라 각각 벤토와 보라라는 차명도 쓰였으나, 골프를 베이스로 한 하나의 같은 차종이자, 미국과 캐나다에서는 제타라는 차명으로 계속 이어졌기에 현재의 세대 수를 이용하고 있다.
골프의 GTI에 해당하는 고성능 트림으로는 GLI가 있으나, 대한민국에서 GLI는 판매하지 않는다.

## 1세대

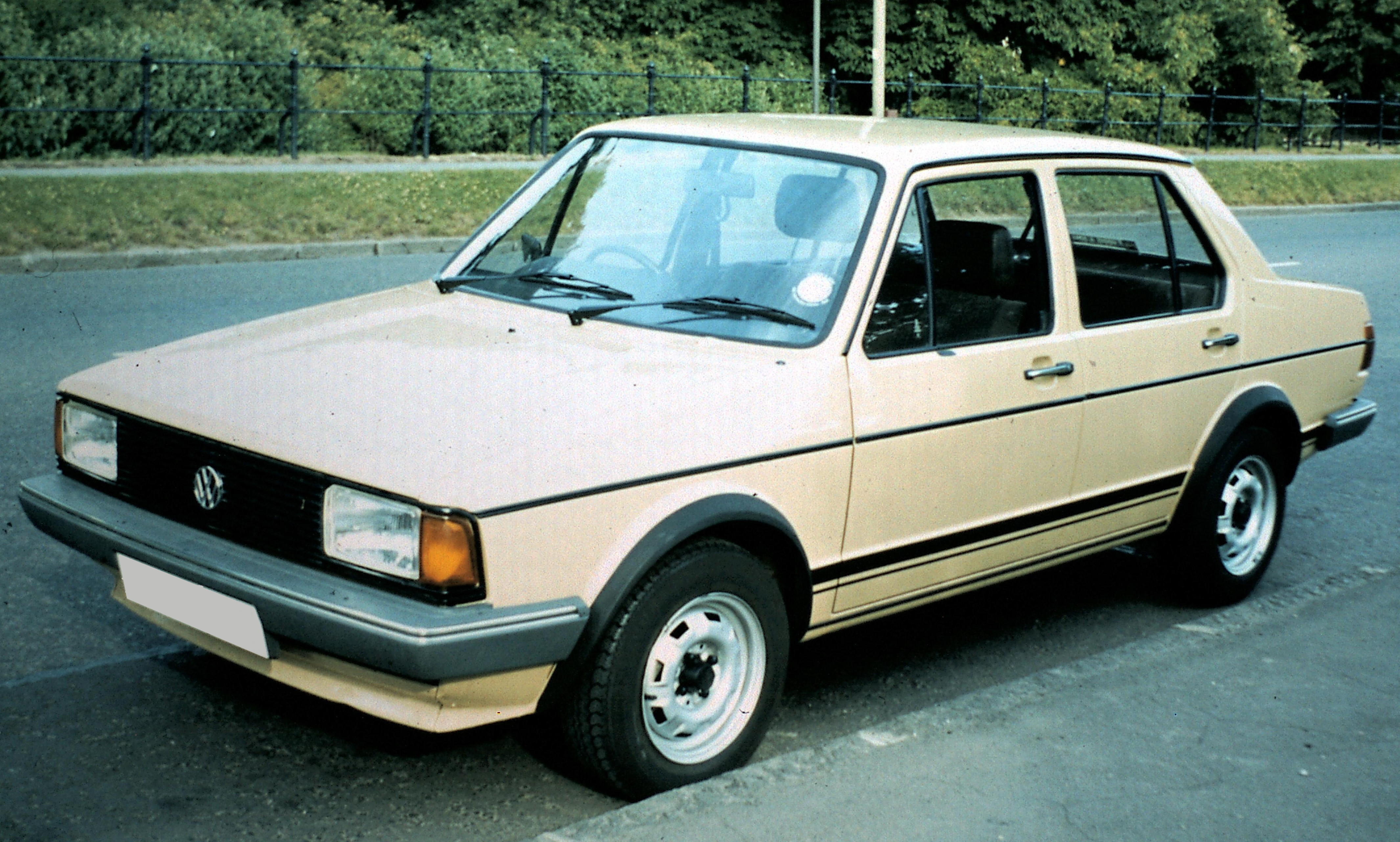
폭스바겐 제타 정측면

1979년에 개최된 프랑크푸르트 국제 모터쇼에서 골프의 4도어 세단형으로 첫 공개되었다. 1세대 골프를 베이스로 하여 골프와 파사트 사이에 포지셔닝되었다. 해치백보다 세단을 선호하는 북미와 보수층을 타겟으로 했으며, 헤드 램프가 원형이 아닌 사각형이라는 점은 베이스가 된 1세대 골프와는 다른 점이다. 630ℓ의 큰 트렁크 용량을 자랑했으며, 차체 타입은 세단 외에 쿠페도 있었다.

## 2세대

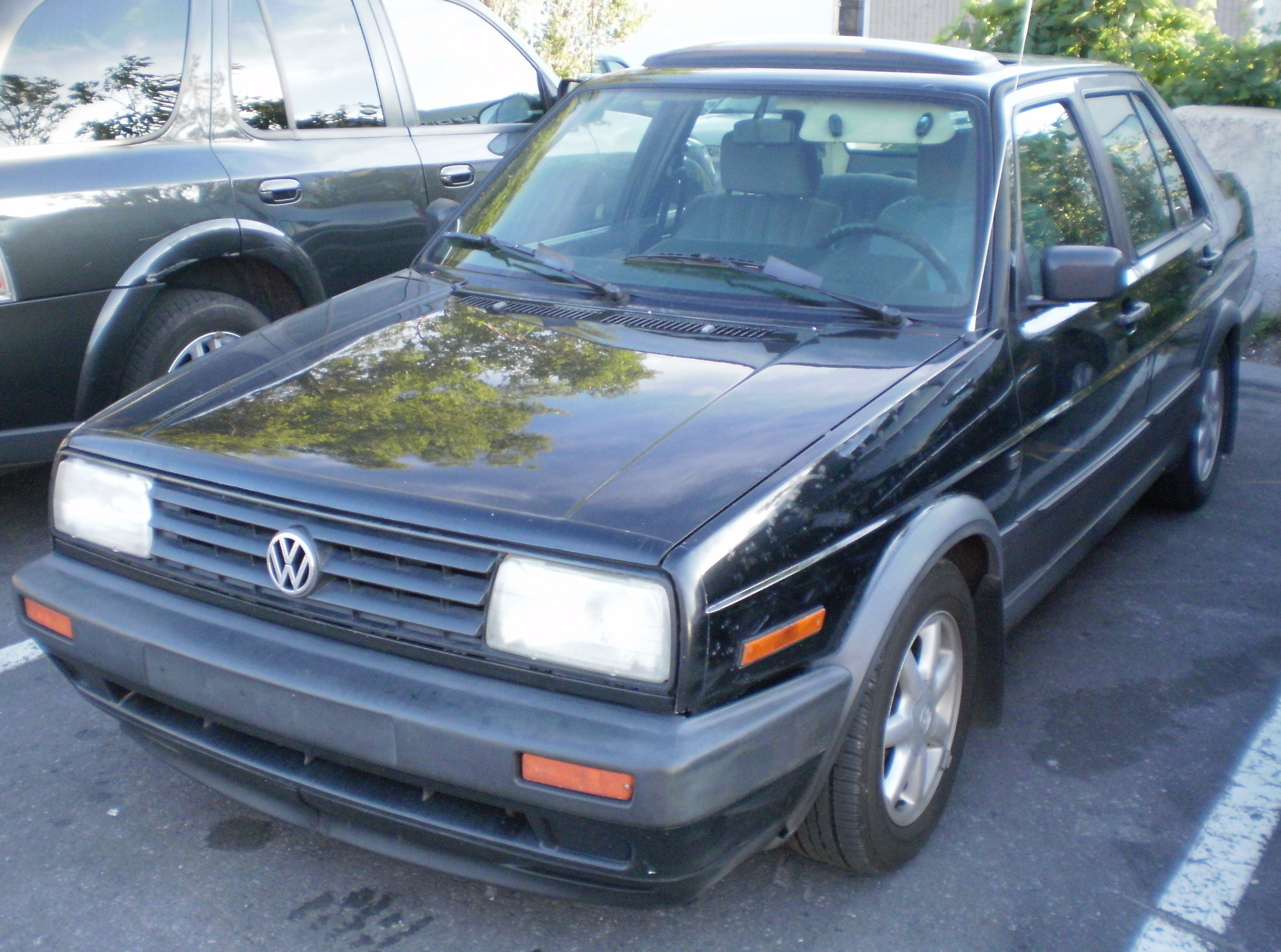
폭스바겐 제타 정측면

2세대 골프를 베이스로 했다. 사각형 헤드 램프를 비롯한 전반적인 이미지는 1세대 제타를 계승했고, 차체 타입은 쿠페와 세단으로 나뉘었다. 트렁크는 하이데크화되어 공력 특성의 개선과 트렁크 용량의 확대에 기여했다. 2세대 제타는 당시 북미에서 가장 많이 판매된 유럽산 차종으로, 폭스바겐의 인기 차종으로 자리를 잡았다.

## 3세대

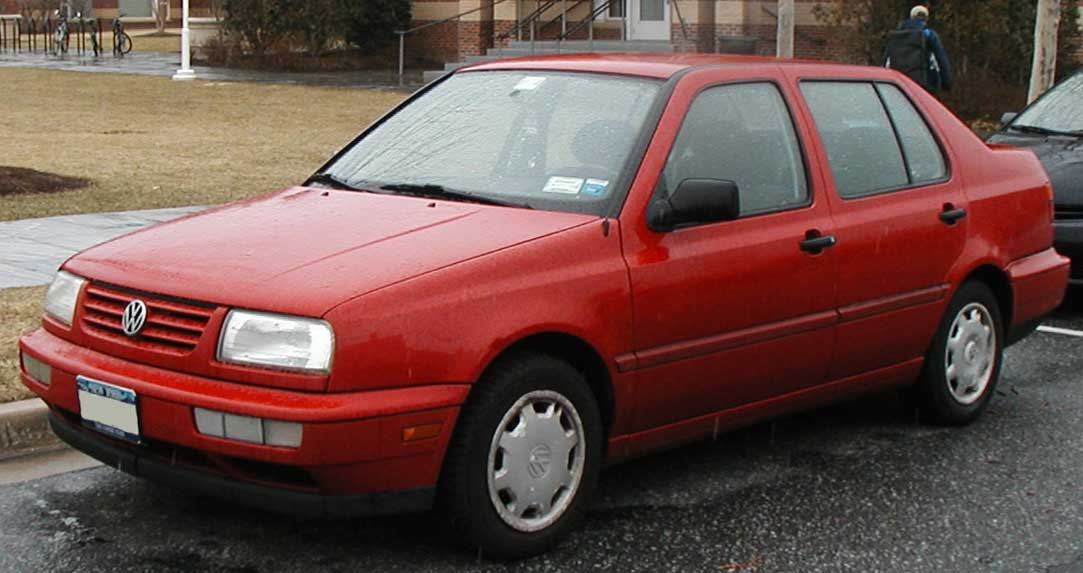
폭스바겐 제타 정측면

3세대 골프를 베이스로 했다. 북미에서는 제타라는 차명이 그대로 계승되었으나, 유럽을 비롯해 세계적으로는 벤토라는 새로운 차명이 붙여졌다. 참고로 벤토라는 차명은 몰아치는 바람을 의미한다. 차체 타입은 쿠페가 없어져 세단만 남았다. 매끈하게 디자인되어 공기 저항 계수는 Cd 0.32로 낮춰졌다. 새로운 설계를 통해 안전성을 높였고, 재활용 플라스틱, 프레온 대체 냉매를 쓴 에어컨, 중금속 성분이 들어가지 않은 페인트를 사용하는 등 환경적인 면에서도 돋보였다.

## 4세대

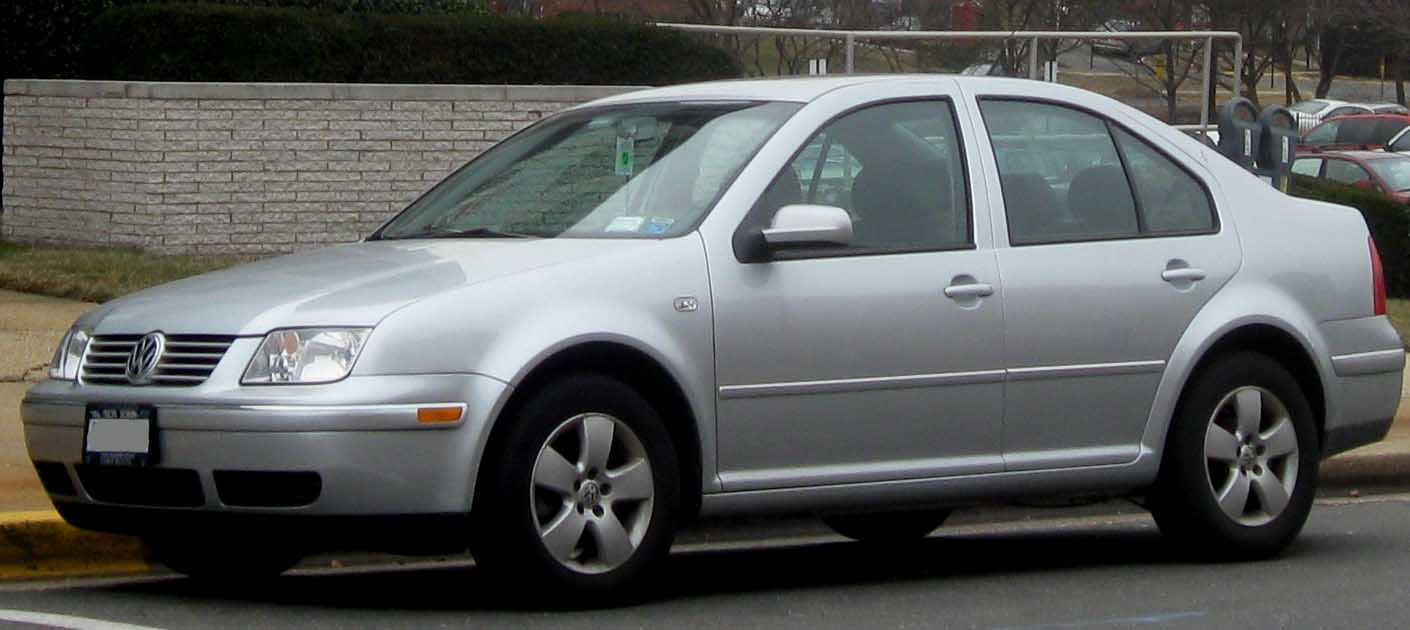
폭스바겐 제타 정측면

4세대 골프를 베이스로 했다. 바디 타입은 세단외에 이후에 추가된 스테이션 왜건도 있다. 대한민국에는 4세대부터 판매를 시작했으며, 115마력 2.0리터 SOHC 가솔린 엔진이 장착됐다. 대한민국을 비롯해 세계적으로는 보라는 새로운 차명이 붙여졌으나, 북미에서는 여전히 제타라는 차명이 그대로 계승되었다. 참고로 차명인 보라는 지중해 북쪽 이탈리아의 아드리아해에서 부는 상쾌한 바람에서 따 왔다. 3세대 제타에 비해 고급스러운 느낌을 추구했으며, 4세대 골프와의 차별성도 한층 더 부각되었다. 고성능 사양에는 4륜구동(4모션)이 처음으로 적용되었다.

## 5세대

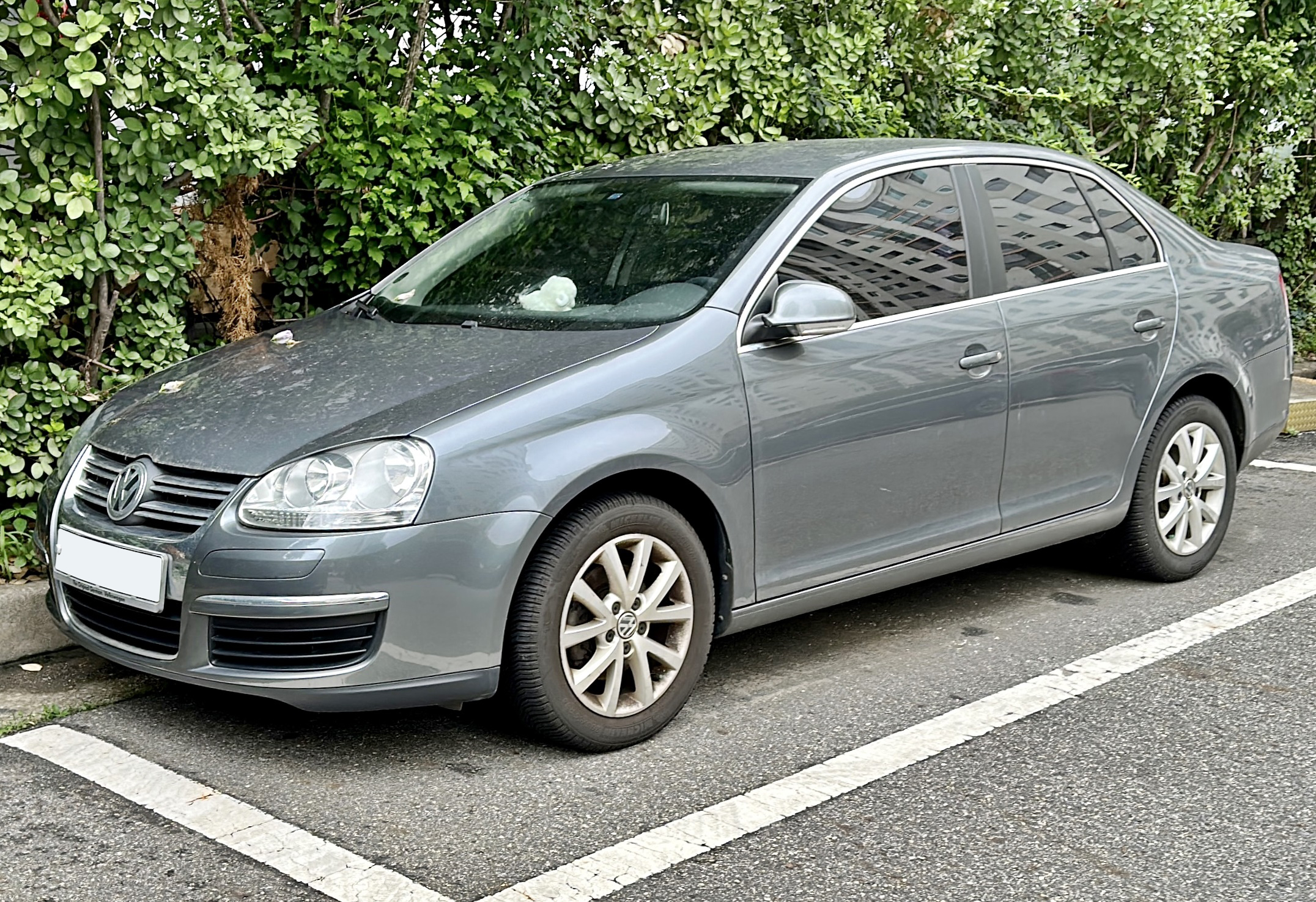
폭스바겐 제타 정측면

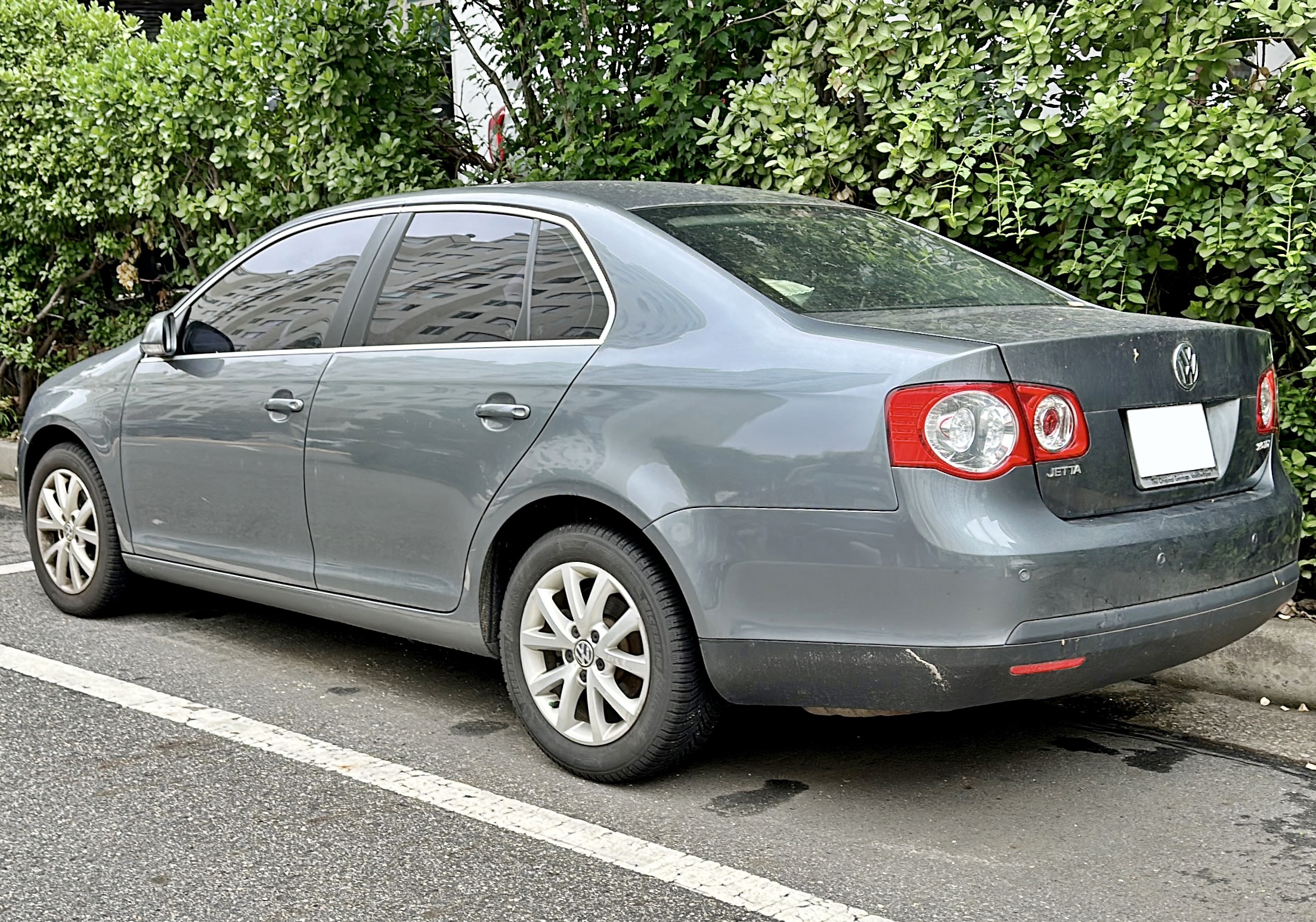
폭스바겐 제타 후측면

5세대 골프를 베이스로 했으며, 5세대 제타부터 생산 거점을 볼프스부르크에서 멕시코 푸에블라주 푸에블라로 옮겼다. 5세대 제타는 유럽과 아시아 등 거의 모든 국가에서 다시 제타라는 차명으로 통일되어 이들 국가에서는 한때의 차명이 부활하는 형태가 되었다. 대한민국에도 제타라는 차명으로 2006년 4월 6일에 출시되었으며, 직렬 4기통 2.0리터 커먼레일 디젤 엔진과 직렬 5기통 2.5리터 DOHC 가솔린 엔진이 들어왔다. 차체 타입은 세단과 스테이션 왜건이 있다. 4세대까지 이어졌던 사각형 헤드 램프는 곡선이 가미되었고, 리어 디자인은 비슷한 시기에 등장한 6세대 파사트와 비슷한 느낌을 지녔다. 스테이션 왜건인 골프 바리안트는 북미에서 제타 바리안트로 판매되었다.

## 6세대

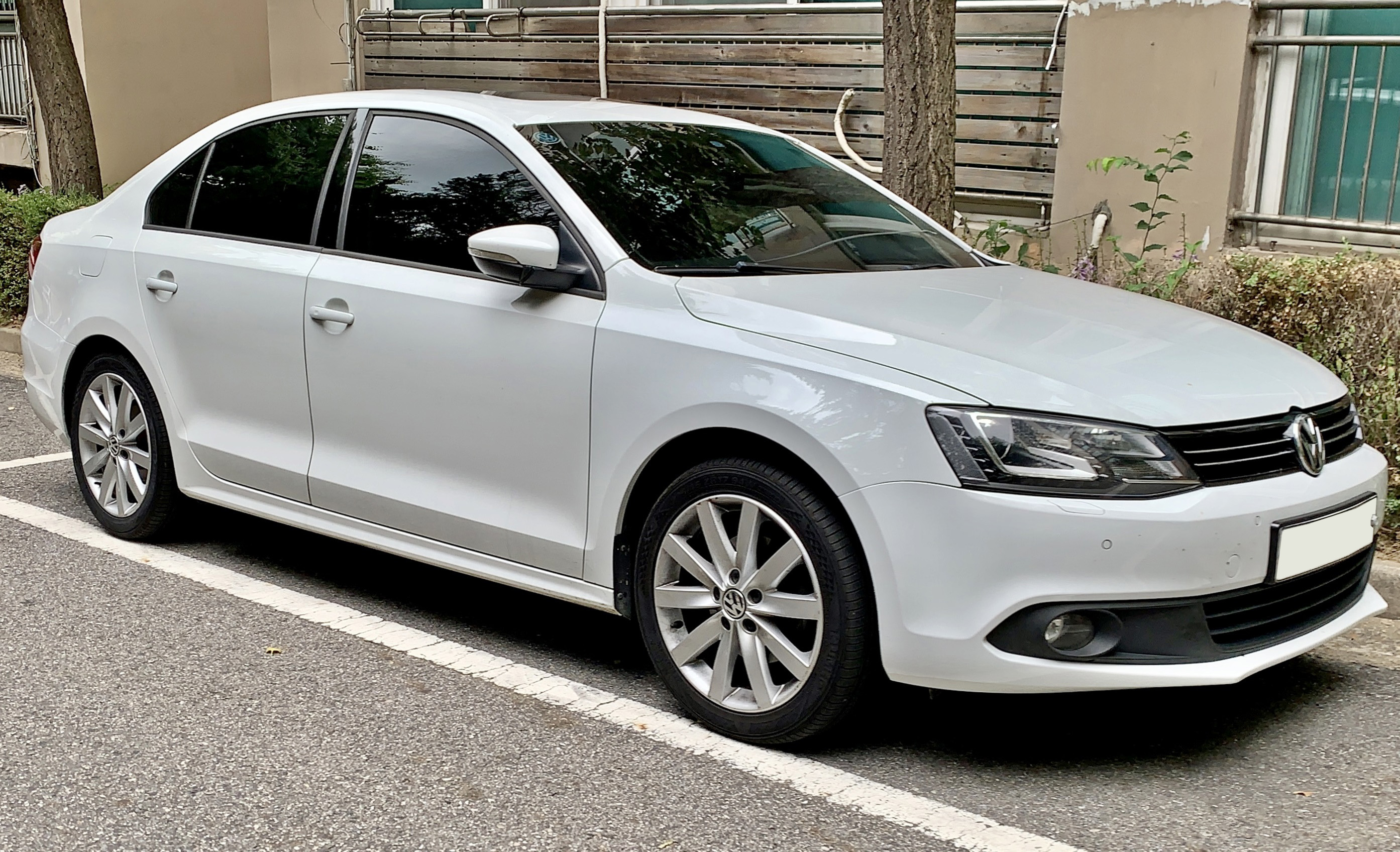
폭스바겐 제타 정측면

6세대 골프를 베이스로 한 제타는 2010년 6월 16일에 출시되었으며, 대한민국에서는 2011년 5월 2일부터 판매가 개시되었다. 주요 시장인 북미의 성향에 맞춰 축거가 60mm 늘어나 실내 공간의 거주성을 개선시켰으며, 소형차에서 준중형차로 승격되어 파사트의 중형차 승격으로 비어 있던 준중형차의 자리를 채워 골프보다 한 등급 높아졌다. 또한 이것에 의해 역대 제타로서는 처음으로 동일 세대의 골프와의 축거가 다르게 되었으며, 골프와의 바디 패널 공용도 없어졌다. 판매가 부진했던 4세대 제타부터 있던 스테이션 왜건도 없어져 바디 타입은 세단만 남았다. 원가 절감을 통해 신차 가격이 큰 폭으로 인하되어 북미에서의 판매 대수가 한층 더 높아지고 있으며, 1.6 TDI는 연비를 19.1km/ℓ(대한민국 신 복합 연비 기준)까지 높여 뛰어난 경제성을 자랑한다. 2014년에 페이스리프트를 거쳤다. 그러나 디젤게이트의 여파로 판매가 중지됐다.

## 7세대

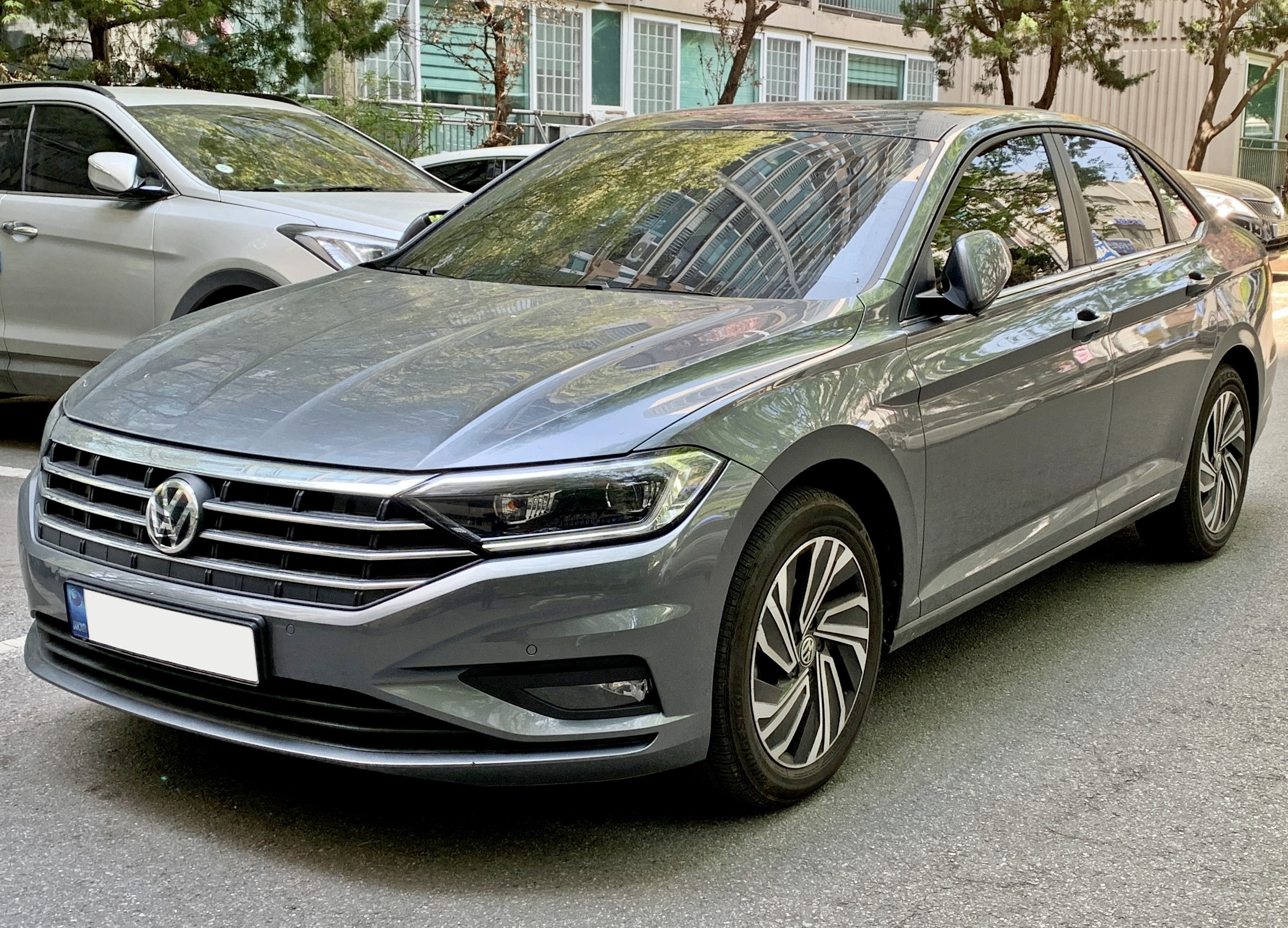
폭스바겐 제타 정측면

2018년에 북미 국제 모터쇼에서 공개되었다. 폭스바겐의 MQB 플랫폼을 적용했다. 유럽 시장에서는 6세대 모델의 실적 부진 때문에 판매하지 않는다. 중국 시장을 제외한 전 세계용 모델의 생산은 오직 폭스바겐의 멕시코 푸에블라 현지공장에서만 담당한다. 디젤게이트로 발목잡힌 커먼레일 디젤 엔진은 더 이상 나오지 않으며, 자동변속기도 DSG 대신 일반적인 토크컨버터식 자동변속기로 교체했다. 150마력 1.4리터 가솔린 터보 엔진과 아이신 8단 자동변속기가 장착된다.
아르헨티나에서는 벤토라는 명칭으로 판매한다.
대한민국에는 2020년 10월 15일에 출시했다. 150마력 1.4리터 가솔린 TSI 직접분사 터보 엔진 및 아이신 8단 자동변속기 사양이 수입된다. 가격이 2,000만원 중후반대로, 비교적으로 저렴하게 책정되었다. 다만 대한민국 판매분에는 대한민국에서 사실상의 필수장비인 아웃사이드 미러 실내 전동 폴딩 스위치가 기본 순정품으로 적용되지 않는다는 게 큰 단점이며, 순정 아웃사이드 미러도 시야가 좋은 편은 아닌지라 제타를 인도받은 오너들은 거의 애프터마켓 부품으로 광각 미러와 함께 아웃사이드 미러 폴딩 스위치를 시공한다.
2022년에는 150마력 1.4리터 가솔린 터보 엔진을 160마력 1.5리터 가솔린 터보 엔진으로 교체했다.

## 경쟁 차종
- 쉐보레 - 크루즈
- 혼다 - 시빅
- 토요타 - 코롤라
- 폭스바겐 - 제타, 골프
- 스코다 - 라피드
- 세아트 - 레온
- 포드 - 포커스
- 닛산 - 센트라
- 마쓰다 - 3
- 오펠 - 아스트라
- 푸조 - 308
- 르노 - 메간